# 马福里奥
马弗留斯   或马福里奥 是罗马的一尊“談話雕像”。 马福里奥与其最著名的对手帕斯魁诺保持着友好的竞争关系。在 16 世纪和 17 世纪，马福里奥与另外五尊“談話雕像”一样，旁边会张贴嘲笑公众人物的不敬讽刺 诗歌或散文。
马福里奥是一尊 公元1 世纪的大型罗马大理石雕塑，雕刻的是斜倚的长着胡须的河神俄刻阿诺斯 。 1527 年，人文主义者和古物学家安德烈亚·富尔维奥 确定其为河神。 马福里奥是 12 世纪后期罗马的地标。  布拉乔利尼称其为古代幸存下来的雕塑， 在 16 世纪初期，它在靠近塞维鲁凯旋门 的地方，许多作者都曾记载。 
1588 年，教宗思道五世将雕像移至圣马尔谷广场，1592 年又移至卡比托利欧广场，装饰了由贾科莫·德拉·波塔设计的位于天坛圣母堂墙上的喷泉，面对保守宫。 1594 年修复了面部、右脚和拿贝壳的左手。 1645 年，新宫建筑将喷泉封闭在其庭院中。